# Massacre tonkawa
Le massacre tonkawa est l'attaque le 24 octobre 1862 de membres de la tribu tonkawa par des Amérindiens pro-Union dans le comté de Caddo en Territoire indien. Environ 150 Tonkawas ont été tués au cours de l'attaque.

## Contexte
En 1859, les Tonkawas sont déplacés du Texas vers le Territoire indien et s'installent le long de la Washita près de Fort Cobb. Des rumeurs de cannibalisme de leur part les rendent détestables aux yeux des autres tribus. Favorables aux Confédérés durant la guerre de Sécession, plusieurs d'entre eux servent comme éclaireurs au sein de la Confederate States Army.

## Massacre
Dans la nuit du 23 octobre 1862, un groupe de Lenapes, d'Osages et de Shawnees favorables à l'Union attaquent l'agence de la Washita et incendient les bâtiments.
Ayant eu vent de l'attaque, les Tonkawas installés au sud de l'agence fuient vers l'est. Avant l'aube, pensant avoir trouvé un lieu sûr, ils installent leur campement près de la ville actuelle d'Anadarko mais au matin, ils sont attaqués et massacrés par le groupe. Sur les quelque 350 membres que compte la tribu au moment de l'attaque, près de 150 sont tués dont leur chef Placido.

## Suites
Les quelques survivants trouvent refuge au fort Arbuckle puis au fort Griffin au Texas. Ils y restent jusqu'en 1884 avant que les autorités ne leur trouvent un nouvel emplacement dans le comté de Kay dans le Territoire indien.